# Bầu cử tổng thống Iran 2024
Bầu cử tổng thống sớm ở Iran được tổ chức vào ngày 28 tháng 6 và ngày 5 tháng 7 năm 2024. Ứng cử viên phe cải cách Masoud Pezeshkian thắng cử ở vòng hai với 55% số phiếu bầu theo kết quả bầu cử chính thức.
Sau khi Tổng thống Ebrahim Raisi tử nạn trong vụ tai nạn trực thăng Varzaqan vào ngày 19 tháng 5, bầu cử tổng thống sớm được tuyên bố. Bốn ứng cử viên tranh cử vòng đầu tiên, trong đó Masoud Pezeshkian giành được 44%, Saeed Jalili giành được 40%, Mohammad Bagher Ghalibaf giành được 14% và Mostafa Pourmohammadi giành được ít hơn 1% số phiếu bầu. Pezeshkian là ứng cử viên duy nhất thuộc phe cải cách. Không có ứng cử viên nào giành được quá nửa số phiếu bầu trong vòng đầu tiên nên cuộc bỏ phiếu vòng hai được tổ chức vào ngày 5 tháng 7 giữa Jalili và Pezeshkian. Pezeshkian thắng cử với 53,7% số phiếu bầu. Ngày 6 tháng 7 năm 2024, Bộ Nội vụ tuyên bố Pezeshkian là người trúng cử tổng thống và Jalili thừa nhận thất cử ngay sau đó.
Với tỷ lệ cử tri đi bỏ phiếu là 39,93%, vòng bầu cử đầu tiên có tỷ lệ cử tri đi bầu cử tổng thống thấp nhất trong lịch sử Cộng hòa Hồi giáo Iran. Tỷ lệ cử tri đi bầu ở vòng thứ hai tăng lên 49,68%. Pezeshkian sẽ nhậm chức tổng thống sau khi quá trình kiểm phiếu hoàn tất. Lễ tuyên thệ nhậm chức của ông dự kiến sẽ diễn ra vào đầu tháng 8.

## Bối cảnh
Ngày 19 tháng 5 năm 2024, sau khi khánh thành một công trình thủy điện tại Hồ chứa Giz Galasi gần biên giới Iran-Azerbaijan cùng với Tổng thống Azerbaijan Ilham Aliyev, Tổng thống Iran Ebrahim Raisi rời khỏi địa điểm này trên một chiếc trực thăng cùng với bảy hành khách khác và phi hành đoàn. Khoảng 13:30 giờ Iran (UTC+03:30), chiếc trực thăng rơi gần làng Uzi ở quận Varzaqan, Đông Azerbaijan. Cuối ngày hôm đó, mảnh vỡ của chiếc trực thăng được tìm thấy. Tất cả mọi người trên chiếc trực thăng đều thiệt mạng. Phó Tổng thống thứ nhất Mohammad Mokhber giữ quyền tổng thống theo Điều 131 Hiến pháp Iran.

## Hệ thống bầu cử
Tổng thống Iran do "nhân dân trực tiếp bầu ra" theo Điều 114 Hiến pháp Iran. Nhiệm kỳ của tổng thống là bốn năm. Cuộc bầu cử tổng thống tiếp theo ban đầu dự kiến được tổ chức vào ngày 18 tháng 6 năm 2025 nhưng được tổ chức sớm sau khi Raisi qua đời. Trong hệ thống chính trị của Iran, tổng thống là chức danh dân cử cao nhất, là người đứng đầu ngành hành pháp và là vị trí quan trọng thứ hai sau Lãnh tụ Tối cao Iran. Công dân Iran đủ 18 tuổi trở lên có quyền bầu cử.
Hiến pháp Iran quy định công dân Iran tin vào Hồi giáo Shia và trung thành với hiến pháp và hệ tư tưởng về Quyền giám hộ của Luật gia Hồi giáo và Cộng hòa Hồi giáo có quyền ứng cử tổng thống. Cơ quan Giám sát Bầu cử thuộc Hội đồng Giám hộ quản lý xem xét hồ sơ của các ứng cử viên đã đăng ký và chọn một số ít để tham gia cuộc bầu cử.
Hội đồng Giám hộ không công khai lý do bác đơn ứng cử mà thông báo riêng cho từng người. Phụ nữ có quyền ứng cử tổng thống theo hiến pháp nhưng tất cả những người phụ nữ đã đăng ký làm ứng cử viên đều bị Hội đồng Giám hộ loại. Hội đồng Giám hộ phủ nhận việc bác đơn ứng cử của phụ nữ vì giới tính.
Bầu cử tổng thống được tổ chức theo chế độ bầu cử hai vòng. Ứng cử viên nào nhận được quá nửa số phiếu bầu thì trúng cử tổng thống. Nếu không có ứng cử viên nào nhận đủ phiếu bầu thì vòng bỏ phiếu hai sẽ được tổ chức giữa hai ứng cử viên có nhiều phiếu bầu nhất vào thứ Sáu tuần sau. Công dân Iran đi bỏ phiếu trong cuộc bầu cử sẽ nhận được một con tem ghi rõ điều đó trên giấy khai sinh của họ.
Hiến pháp quy định Lãnh tụ Tối cao phê chuẩn kết quả bầu cử tổng thống. Tính đến năm 2024, Lãnh tụ Tối cao luôn phê chuẩn kết quả bầu cử tổng thống. Sau đó, tân tổng thống phải tuyên thệ nhậm chức và ký lời tuyên thệ trước Quốc hội Iran với sự chứng kiến của các thành viên Hội đồng Giám hộ và chủ tịch Tòa án tối cao.
Trong cuộc bầu cử tổng thống năm 2024, hơn 61 triệu cử tri có quyền đi bỏ phiếu, trong đó có khoảng 18 triệu cử tri trong độ tuổi từ 18 đến 30.

### Bỏ phiếu ở nước ngoài
344 địa điểm bỏ phiếu được tổ chức cho người Iran ở nước ngoài. Tại Úc, cuộc bỏ phiếu bị hủy ở Brisbane và Sydney do sự phản đối của cộng đồng người Iran hải ngoại. Thành phần đối lập chính phủ Iran chỉ trích chính quyền Biden vì cho phép lắp đặt các trạm bỏ phiếu ở Hoa Kỳ. Ả Rập Xê Út và Canada từ chối cấp phép cho Iran lắp đặt các thùng phiếu nhưng Ả Rập Xê Út sau đó đã cấp phép. Các trạm bỏ phiếu dành cho cử tri Iran tại Canada được đặt ở biên giới Canada-Hoa Kỳ.

### Thời gian bầu cử
Chính quyền ấn định bầu cử tổng thống sẽ được tổ chức vào ngày 28 tháng 6. Thời hạn đăng ký ứng cử tổng thống bắt đầu vào ngày 30 tháng 5 và kết thúc đến ngày 3 tháng 6. Thời hạn tranh cử bắt đầu vào ngày 12 tháng 6 và kết thúc vào ngày 27 tháng 6.

## Ứng cử viên
Thời hạn đăng ký ứng cử tổng thống bắt đầu vào ngày 30 tháng 5 và kết thúc vào ngày 3 tháng 6. Tổng cộng có 80 người, trong đó có 4 phụ nữ, đã nộp đơn ứng cử tổng thống. Hầu hết các ứng cử viên đều được coi là thuộc phe bảo thủ. Danh sách ứng cử viên được Hội đồng Giám hộ công bố vào ngày 9 tháng 6. Điều 99 Hiến pháp Iran quy định những người bị Hội đồng Giám hộ bác đơn ứng cử không thể khiếu nại.

### Bác bỏ
Tổng cộng có 74 người bị Hội đồng Giám hộ bác đơn ứng cử, bao gồm tất cả bốn phụ nữ đã nộp đơn ứng cử. Đơn đăng ký ứng cử của ít nhất 30 ứng cử viên bị bác bỏ vào ngày 30 tháng 5 do không đáp ứng được "các điều kiện cơ bản để đủ tiêu chuẩn". Nguyên Tổng thống Mahmud Ahmadinezhad cũng bị Hội đồng Giám hộ loại bỏ, ông từng bị loại trước đó vào năm 2021.

### Cho phép
Sáu ứng cử viên được Hội đồng Giám hộ cho phép ứng cử tổng thống, là Mohammad Bagher Ghalibaf, Saeed Jalili, Masoud Pezeshkian, Mostafa Pourmohammadi, Amirhossein Ghazizadeh Hashemi và Alireza Zakani. Ngày 26 tháng 6, Hashemi rút đơn ứng cử và kêu gọi những ứng cử viên khác rút đơn "để mặt trận cách mạng được củng cố"..Ngày 27 tháng 6, Zakani rút đơn ứng cử với lý do cần phải "ngăn chặn việc hình thành chính quyền thứ ba" của nguyên Tổng thống Hassan Rouhani. Cả hai ứng cử viên và Ghalibaf sau đó đều ủng hộ Jalili ở vòng hai.
| Tên                             | Tên | Sinh                                        | Lý lịch | Đảng                                    | Kết quả                                              | Ref |
| ------------------------------- | --- | ------------------------------------------- | --- | --------------------------------------- | ---------------------------------------------------- | --- |
| Masoud Pezeshkian               |     | 29 tháng 9 năm 1954(70 tuổi) Mahabad, Iran  | Thành viên Quốc hội Iran (từ năm 2008) Bộ trưởng Bộ Y tế và Giáo dục y học (2001–2005) | Không đảng phái                         | Trúng cử trong vòng hai                              |     |
| Saeed Jalili                    |     | 6 tháng 9 năm 1965(59 tuổi) Mashhad, Iran   | Thành viên Hội đồng xác định lợi ích quốc gia (từ năm 2013) Thư ký Hội đồng an ninh quốc gia tối cao (2007–2013) Trưởng đoàn đàm phán hạt nhân (2007–2013) Ứng cử viên tổng thống (2013, 2021) | Không đảng phái                         | Thất cử trong vòng hai                               |     |
| Mohammad Bagher Ghalibaf        |     | 23 tháng 8 năm 1961(63 tuổi) Torqabeh, Iran | Chủ tịch Quốc hội Iran (từ năm 2020) Thành viên Hội đồng xác định lợi ích quốc gia (2017–2020) Thị trưởng Tehran (2005–2017) Ứng cử viên tổng thống (2005, 2013 và 2017)                       | Đảng Tiến bộ và Công lý Iran Hồi giáo   | Thất cử trong vòng đầu                               |     |
| Mostafa Pourmohammadi           |     | 9 tháng 3 năm 1960(65 tuổi) Qom, Iran       | Bộ trưởng Bộ Tư pháp (2013–2017) Bộ trưởng Bộ Nội vụ (2005–2008) | Liên minh Giáo sĩ Chiến đấu             | Thất cử trong vòng đầu                               |     |
| Amir-Hossein Ghazizadeh Hashemi |     | 14 tháng 4 năm 1971(53 tuổi) Fariman, Iran  | Phó Tổng thống Iran (từ năm 2021) Thành viên Quốc hội Iran (2008–2021) Ứng cử viên tổng thống (2021)                                                                                           | Đảng Luật Hồi giáo                      | Rút khỏi vòng đầu. Ủng hộ Jalili, Ghalibaf và Zakani |     |
| Alireza Zakani                  |     | 3 tháng 3 năm 1966(59 tuổi) Ray, Iran       | Thị trưởng Tehran (từ năm 2021) Thành viên Quốc hội Iran (2004–2016; 2020–2021) Ứng cử viên tổng thống (2021)                                                                                  | Hiệp hội Trung thành Cách mạng Hồi giáo | Rút khỏi vòng đầu. Ủng hộ Jalili và Ghalibaf         |     |

## Thăm dò ý kiến
| Ngày          | Tổ chức thăm dò ý kiến                                   | Cỡ mẫu                 | Biên độ sai số         | Jalili                 | Ghalibaf               | Pezeshkian             | Hashemi                | Zakani                 | Pourmohammadi          | Chưa quyết định        | Dẫn trước              |                        |
| ------------- | -------------------------------------------------------- | ---------------------- | ---------------------- | ---------------------- | ---------------------- | ---------------------- | ---------------------- | ---------------------- | ---------------------- | ---------------------- | ---------------------- | ---------------------- |
| Ngày          | Tổ chức thăm dò ý kiến                                   | Cỡ mẫu                 | Biên độ sai số         |                        |                        |                        |                        |                        |                        | Chưa quyết định        | Dẫn trước              |                        |
| 4 tháng 7     | Quốc hội Iran                                            |                        |                        | 44.2%                  |                        | 53.7%                  |                        |                        |                        |                        | 9.5%                   |                        |
| 3 tháng 7     | Thông tấn xã sinh viên Iran                              |                        | ±2%                    | 43.9%                  |                        | 49.5%                  |                        |                        |                        |                        | 5.6%                   |                        |
| 26 tháng 6    | Đại học Tehran                                           |                        | 3.5%                   | 26.8%                  | 23.3%                  | 32.9%                  | 3.6%                   | 1.7%                   | 1.6%                   | 7.7%                   | 6.1%                   |                        |
| 26 tháng 6    | Cơ quan thăm dò ý kiến sinh viên Iran                    | 3589                   |                        | 28.8%                  | 19.1%                  | 33.1%                  | 2.8%                   | 2.1%                   | 1.4%                   | 10.5%                  | 4.3%                   |                        |
| 22–24 tháng 6 | Viện thăm dò ý kiến Mellat (Quốc hội Iran)               | 1100                   |                        | 16.3%                  | 16.9%                  | 23.5%                  | 3.2%                   | 1.2%                   | 0.5%                   | 38.4%                  | 6.6%                   |                        |
| 22–23 tháng 6 | Shenaakht                                                | 1000                   |                        | 20%                    | 19%                    | 28%                    | 3%                     | 1%                     | 1%                     | 28%                    | 8%                     |                        |
| 22–23 tháng 6 | Đại học Imam Sadeq                                       | 1500                   |                        | 21.5%                  | 23.4%                  | 24.4%                  | 4.5%                   | 2.4%                   | 2%                     | 21.8%                  | 1%                     |                        |
| 22–23 tháng 6 | Cơ quan thăm dò ý kiến sinh viên Iran                    | 4057                   |                        | 24%                    | 14.7%                  | 24.4%                  | 2%                     | 1.7%                   | 0.7%                   | 30.6%                  | 0.4%                   |                        |
| 18–20 tháng 6 | Viện thăm dò ý kiến Mellat (Quốc hội Iran)               | 850                    |                        | 18.2%                  | 20.7%                  | 18.9%                  | 4.6%                   | 2%                     | 1.8%                   | 33.8%                  | 1.8%                   |                        |
| 18–19 tháng 6 | Cơ quan thăm dò ý kiến sinh viên Iran                    | 4545                   |                        | 26.2%                  | 19%                    | 19.8%                  | 2.6%                   | 2%                     | 0.9%                   | 27.4%                  | 6.4%                   |                        |
| 18–19 tháng 6 | Đại học Imam Sadeq                                       |                        |                        | 23.5%                  | 29.3%                  | 30%                    | 2.7%                   | 1.2%                   | 1.1%                   | 12.4%                  | 0.7%                   |                        |
| 11–13 tháng 6 | Trung tâm Nghiên cứu Văn hóa, Nghệ thuật và Truyền thông |                        |                        | 36.7%                  | 30.4%                  | 28.3%                  | 1.4%                   | 1.7%                   | 1.4%                   | 62%                    | 6.3%                   |                        |
| 30 tháng 5    | Bắt đầu đăng ký ứng cử                                   | Bắt đầu đăng ký ứng cử | Bắt đầu đăng ký ứng cử | Bắt đầu đăng ký ứng cử | Bắt đầu đăng ký ứng cử | Bắt đầu đăng ký ứng cử | Bắt đầu đăng ký ứng cử | Bắt đầu đăng ký ứng cử | Bắt đầu đăng ký ứng cử | Bắt đầu đăng ký ứng cử | Bắt đầu đăng ký ứng cử | Bắt đầu đăng ký ứng cử |

Cơ quan thăm dò ý kiến sinh viên Iran dự đoán tỷ lệ cử tri đi bỏ phiếu là 44,4%. Theo một cuộc thăm dò ý kiến do Trung tâm Nghiên cứu Majlis thực hiện từ ngày 26 đến ngày 29 tháng 5 năm 2024, tỷ lệ cử tri đi bỏ phiếu được dự đoán là trên 53%. Ngược lại, cuộc thăm dò ý kiến do Bộ Văn hóa và Định hướng Hồi giáo thực hiện dự đoán chỉ có 30% cử tri đi bỏ phiếu ở Tehran. Bộ Tư lệnh Cảnh sát Iran cảnh báo việc chia sẻ các bài đăng có các cuộc thăm dò ý kiến giả mạo là phạm tội.
Ngày 25 tháng 6, Lãnh tụ Tối cao Ayatollah Ali Khamenei kêu gọi "sự tham gia đông đảo" của cử tri trong cuộc bầu cử, gọi đó là "niềm tự hào của nền Cộng hòa Hồi giáo". Ông cũng cảnh báo không nên ủng hộ những ứng cử viên tin rằng "mọi con đường để tiến bộ" đều đến từ Hoa Kỳ. Abbas Abdi, một trong những nhân vật thuộc phe cải cách có ảnh hưởng nhất ở Iran, dự đoán tỷ lệ cử tri đi bỏ phiếu tối đa là 60% và tối thiểu là 55%. Trong một cuộc thăm dò ý kiến của Vệ binh Cách mạng Hồi giáo Iran trên Telegram, Pezeshkian được dự đoán giành được 60% số phiếu bầu.

## Ngày bầu cử

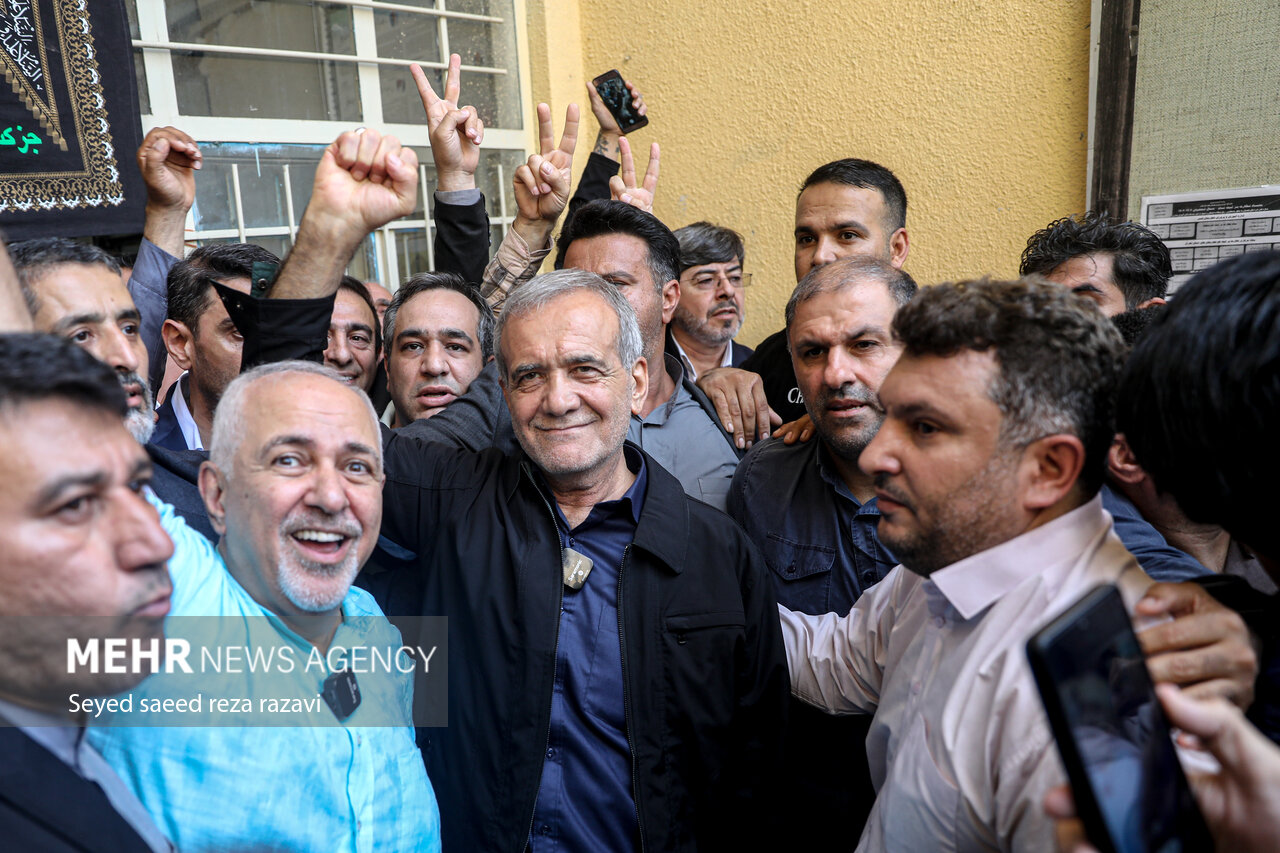
Pezeshkian đi bỏ phiếu

Việc bỏ phiếu được tổ chức tại gần 60.000 khu vực bỏ phiếu và 90.000 "điểm bỏ phiếu" trên cả nước, trong khi hơn 300 điểm bỏ phiếu được thành lập ở nước ngoài. Vòng bỏ phiếu đầu tiên dự kiến diễn ra từ 08:00 đến 18:00, nhưng vào phút cuối đã được Bộ Nội vụ kéo dài đến 20:00. Vòng bỏ hiếu thứ hai cũng được kéo dài đến nửa đêm.

## Kết quả
Kết quả vòng bỏ phiếu đầu tiên cho thấy Pezeshkian và Jalili giành được nhiều số phiếu bầu nhất. Vòng bỏ phiếu thứ hai được tổ chức vào ngày 5 tháng 7 và Pezeshkian thắng cử tổng thống. Tỷ lệ cử tri đi bỏ phiếu trong vòng đầu tiên là 40%, mức thấp nhất đối với một cuộc bầu cử tổng thống Iran kể từ năm 1979. Có tổng cộng 1.056.159 phiếu bầu không hợp lệ. Đây cũng là lần đầu tiên Iran tổ chức vòng bỏ phiếu thứ hai trong một cuộc bầu cử tổng thống kể từ năm 2005.
| Ứng cử viên                         | Ứng cử viên                                     | Đảng                         | Vòng đầu     | Vòng đầu   | Vòng hai   | Vòng hai   |       |
| Ứng cử viên                         | Ứng cử viên                                     | Đảng                         | Phiếu bầu    | %          | Phiếu bầu  | %          |       |
| ----------------------------------- | ----------------------------------------------- | ---------------------------- | ------------ | ---------- | ---------- | ---------- | ----- |
|                                     | Không đảng phái                                 |                              | Phe cải cách | 10.415.991 | 44.36      | 16.384.403 | 54.76 |
|                                     | Không đảng phái                                 |                              | Phe bảo thủ  | 9.473.298  | 40.35      | 13.538.179 | 45.24 |
|                                     | Progress and Justice Population of Islamic Iran |                              | Phe bảo thủ  | 3.383.340  | 14.41      |            |       |
|                                     | Combatant Clergy Association                    |                              | Phe bảo thủ  | 206.397    | 0.88       |            |       |
| Tổng cộng                           | Tổng cộng                                       | Tổng cộng                    | 23.479.026   | 100.00     | 29.922.582 | 100.00     |       |
|                                     |                                                 |                              |              |            |            |            |       |
| Phiếu bầu hợp lệ                    | Phiếu bầu hợp lệ                                | Phiếu bầu hợp lệ             | 23.479.026   | 95.70      | 29.922.582 | 98.01      |       |
| Phiếu bầu không hợp lệ/trống        | Phiếu bầu không hợp lệ/trống                    | Phiếu bầu không hợp lệ/trống | 1.056.159    | 4.30       | 607.575    | 1.99       |       |
| Tổng cộng phiếu bầu                 | Tổng cộng phiếu bầu                             | Tổng cộng phiếu bầu          | 24.535.185   | 100.00     | 30.530.157 | 100.00     |       |
| Cử tri phiếu bầu đã đăng ký         | Cử tri phiếu bầu đã đăng ký                     | Cử tri phiếu bầu đã đăng ký  | 61.452.321   | 39.93      | 61.452.321 | 49.68      |       |
| Nguồn: ISNA, IranIntl, Tejarat News |                                                 |                              |              |            |            |            |       |

### Bản đồ và biểu đồ

#### Vòng đầu

Ứng cử viên thắng cử theo tỉnh
Kết quả bầu cử tổng thống Iran theo tỉnh (tỷ lệ phần trăm)
Kết quả vòng đầu theo tỉnh. Diện tích mỗi tỉnh tỷ lệ với số lượng cử tri.

#### Vòng hai

Ứng cử viên thắng cử theo tỉnh
Kết quả bầu cử tổng thống Iran theo tỉnh (tỷ lệ phần trăm)
Kết quả vòng hai theo tỉnh. Diện tích mỗi tỉnh tỷ lệ với số lượng cử tri.

#### Tỷ lệ cử tri đi bỏ phiếu

Tỷ lệ cử tri đi bỏ phiếu vòng đầu theo tỉnh
Tỷ lệ cử tri đi bỏ phiếu vòng hai theo tỉnh

## Kết quả
Trong phát biểu đầu tiên sau chiến thắng, Pezeshkian nói rằng "con đường khó khăn phía trước sẽ không bằng phẳng" và cam kết phục vụ nhân dân Iran. Trong tuyên bố nhận thua của mình, Jalili kêu gọi Pezeshkian phải được tôn trọng. Pezeshkian dự kiến sẽ đảm nhận chức vụ tổng thống chậm nhất là 30 ngày sau cuộc bầu cử sau khi từ chức thành viên Quốc hội và nhận được sự phê chuẩn chính thức của Khamenei. Trong bài phát biểu tại Lăng Ruhollah Khomeini, Pezeshkian cảm ơn sự ủng hộ của Khamenei. Khamenei ca ngợi những cử tri đi bỏ phiếu bất chấp cái mà ông gọi là chiến dịch "của những kẻ thù của dân tộc Iran nhằm gây ra sự tuyệt vọng và vô vọng" và kêu gọi Pezeshkian "đặt tầm nhìn của mình lên những chân trời cao, tươi sáng."

### Phản ứng

#### Trong nước
Khamenei nói rằng tỷ lệ cử tri đi bỏ phiếu thấp trong vòng đầu tiên không thể hiện sự phản đối đối với hệ thống chính trị nhưng ra lệnh điều tra nguyên nhân. Nguyên bộ trưởng Bộ Văn hóa Ata'ollah Mohajerani chỉ trích Tổng thống Mokhber vì đã vận động tranh cử cho Jalili trái với nhiệm vụ nhưng Mokhber phủ nhận điều này. Trong một bài xã luận, tờ báo Kayhan nói rằng chính phủ sẽ không nhượng bộ trước sự hăm dọa của những người tẩy chay bầu cử. Hai tờ báo theo phe cải cách Sazandegi và Hammihan đăng xã luận kêu gọi cử tri đi bỏ phiếu.

#### Quốc tế
- Armenia: Thủ tướng Nikol Pashinyan chúc mừng "Cộng hòa Hồi giáo Iran anh em" bầu tổng thống mới và bày tỏ hy vọng rằng Pezeshkian sẽ tiếp tục thi hành những thỏa thuận hiện có giữa Armenia và Iran.[82]
- Azerbaijan: Tổng thống Ilham Aliyev chúc mừng Pezeshkian trúng cử tổng thống và mời ông thăm Azerbaijan.[83]
- Belarus: Tổng thống Alexander Lukashenko gọi chiến thắng của Pezeshkian "thắng lợi vô điều kiện của nhân dân Iran".[83]
- Trung Quốc: Tổng thống Tập Cận Bình chúc mừng Pezeshkian trúng cử tổng thống.[84]
- Cuba: Tổng thống Miguel Díaz-Canel chúc mừng Pezeshkian.[85][86]
- Gruzia: Thủ tướng Irakli Kobakhidze chúc mừng Pezeshkian trúng cử tổng thống và bày tỏ hy vọng rằng nỗ lực của ông trên cương vị tổng thống sẽ "đảm bảo một tương lai tươi sáng, ổn định và an toàn" cho Iran.[87]

 Hezbollah: Tổng Thư ký Hassan Nasrallah chúc mừng Pezeshkian trúng cử tổng thống, nói rằng tổ chức của ông sẽ tiếp tục "dựa vào Iran như một hậu thuẫn vững chắc".
- Ấn Độ: Thủ tướng Narendra Modi chúc mừng Pezeshkian, nói rằng ông "mong muốn được hợp tác chặt chẽ" với ông để củng cố mối quan hệ giữa hai nước.[83]
- Iraq: Tổng thống Abdul Latif Rashid chúc mừng Pezeshkian và Iran trên Twitter.[83]
  -  Kurdistan thuộc Iraq: Tổng thống Nechirvan Barzani chúc mừng Pezeshkian thắng cử, nói rằng ông mong muốn thúc đẩy mối quan hệ giữa Kurdistan và Iran.[89]
- Kuwait: Tiểu vương Mishal Al-Ahmad Al-Jaber Al-Sabah chúc mừng Pezeshkian và chúc "Iran thêm thịnh vượng và phát triển".[83]
- Libya: Thủ tướng Abdul Hamid Dbeibah chúc mừng Pezeshkian trên Twitter, chúc ông thành công trong việc phục vụ đất nước và mong muốn được tăng cường mối quan hệ song phương giữa Iran và Libya, đồng thời hợp tác thúc đẩy hòa bình, ổn định và thịnh vượng trong khu vực.[90]
- Malaysia: Thủ tướng Anwar Ibrahim chúc mừng Pezeshkian trên Facebook, nói rằng cuộc bầu cử "phản ánh tinh thần sôi động của nền dân chủ Iran và báo trước một tương lai đầy hứa hẹn cho Iran".[91]
- Maldives: Tổng thống Mohamed Muizzu chúc mừng Pezeshkian thắng cử trên Twitter và nói rằng mong muốn được hợp tác với ông.[92]
- Pakistan: Thủ tướng Shehbaz Sharif bày tỏ ý định hợp tác với Pezeshkian để đảm bảo "một tương lai tươi sáng cho nhân dân hai nước thông qua hợp tác đôi bên cùng có lợi".[83]
- Qatar: Tiểu vương Tamim bin Hamad Al Thani chúc mừng Pezeshkian và bày tỏ mong muốn "mối quan hệ Iran - Qatar" thêm phát triển và thịnh vượng.[83]
- Nga: Tổng thống Vladimir Putin chúc mừng Pezeshkian và bày tỏ hy vọng rằng nhiệm kỳ của ông sẽ tăng cường mối quan hệ song phương.[93]
- Ả Rập Xê Út: Vua Salman và Thái tử Mohammed bin Salman chúc mừng Pezeshkian, Vua Salman hy vọng rằng việc ông trúng cử sẽ làm cho mối quan hệ giữa hai nước "ngày càng sâu sắc".[94]
- Serbia: Tổng thống Aleksandar Vučić chúc mừng Pezeshkian, nói rằng kết quả bầu cử phản ánh sự tin tưởng của nhân dân Iran vào "tầm nhìn tương lai" và "sự cống hiến cho hòa bình" của ông.[95]
- Hàn Quốc: Bộ Ngoại giao chúc mừng Pezeshkian và mong muốn được "tăng cường mối quan hệ hữu nghị với Iran".[96]
- Syria: Tổng thống Bashar al-Assad nói rằng ông dự định hợp tác với chính quyền mới "để thúc đẩy mối quan hệ chiến lược Syria-Iran và mở ra những chân trời đầy hứa hẹn mới cho hợp tác song phương".[83]
- Các Tiểu vương quốc Ả Rập Thống nhất: Tổng thống Sheikh Mohamed bin Zayed Al Nahyan chúc Pezeshkian "thành công trên cương vị tổng thống" và mong muốn được "hợp tác với ông để tăng cường mối quan hệ" với Iran.[83]
- Hoa Kỳ: Bộ Ngoại giao chỉ trích cuộc bầu cử là "không tự do hoặc công bằng" và chỉ ra tỷ lệ cử tri bỏ phiếu trắng đáng kể, đồng thời cho biết họ không mong đợi kết quả bầu cử sẽ tạo ra sự thay đổi trong chính sách và tình hình nhân quyền của Iran. Cố vấn Truyền thông An ninh quốc gia Nhà Trắng John Kirby nói rằng việc một ứng cử viên thuộc phe cải cách trúng cử tổng thống không có nghĩa là Hoa Kỳ sẽ bắt đầu lại đàm phán hạt nhân với Iran vì Iran tiếp tục ủng hộ những nhóm cực đoan như Hamas, Hezbollah và Houthis, cũng như ủng hộ Nga xâm lược Ukraina. Ông cũng nói rằng Hoa Kỳ không mong đợi bất kỳ thay đổi nào trong hành vi của Iran.[97]
- Venezuela: Bộ trưởng Bộ Ngoại giao Yván Gil ca ngợi cử tri Iran vì đã "thể hiện cam kết với nền dân chủ", nói thêm rằng Pezeshkian sẽ nhận được "sự ủng hộ tuyệt đối" của Tổng thống Nicolas Maduro.[83]